# Chromatica
Chromatica – szósty album studyjny amerykańskiej piosenkarki i autorki tekstów Lady Gagi. Album początkowo miał być wydany 10 kwietnia 2020 roku, lecz jego wydanie zostało przełożone na 29 maja, z powodu pandemii koronawirusa. Gaga wraz z BloodPopem byli producentami wykonawczymi albumu. Chromatica jest dance-, synth- i electro-popowym projektem, zawierającym elementy takich gatunków jak house, disco i wielu różnych elektronicznych stylów. Teksty piosenek odnoszą się do takich tematów jak zdrowie psychiczne, depresja, samotność, szukanie miłości, trauma po molestowaniu seksualnym i samoocena, które kontrastują z pozytywnymi i skocznymi brzmieniami albumu. W albumie znajdują się piosenki nagrane we współpracy z Arianą Grande, Blackpink i Eltonem Johnem.
28 lutego 2020 został wydany pierwszy singel promujący album – „Stupid Love”. Utwór spotkał się z pozytywnymi recenzjami oraz osiągnął sukces komercyjny, plasując się w pierwszych dziesiątkach w notowaniach w ponad piętnastu krajach. 22 maja został wydany kolejny singel – „Rain on Me” – kolaboracja z Arianą Grande. Uplasował się on do ponad pięćdziesięciu top dzięsiątkach, w tym w Polsce, a także był numerem jeden w kilkunastu krajach, między innymi w Stanach Zjednoczonych czy Wielkiej Brytanii. 25 września został wydany trzeci singel promujący album – „911”. Dzień przed wydaniem albumu, artystka wypuściła pierwszy singel promocyjny podchodzący z krążka – „Sour Candy” – nagrany wraz z Blackpink. Trzy miesiące później, 28 sierpnia, została wydana zremiksowana „Free Woman” w charakterze drugiego singla promocyjnego.
Chromatica została przyjęta w miarę pozytywnie przez krytyków muzycznych oraz uplasowała się na szczycie amerykańskiej listy sprzedaży Billboard 200 z 274 tysiącami sprzedanych kopii, stając się jej szóstym albumem numer 1 w Stanach. Album również podbił notowania w takich krajach jak Australia, Francja, Holandia, Irlandia, Nowa Zelandia, Szkocja, Wielka Brytania i Włochy. Krążek również stał się najszybciej wykupowanym albumem w Wielkiej Brytanii w 2020 roku.

## Geneza
Gaga obwieściła, że podczas ostatniego występu w ramach Dive Bar Tour w Las Vegas będzie wykonywać nową muzykę, którą również wtedy wyda, lecz koncert został odwołany z powodu konfliktu planowania. Później piosenkarka powiedziała, że podczas The Joanne World Tour będzie wykonywała nowe piosenki, lecz później w wywiadzie z Entertainment Weekly powiedziała, że to się jednak nie stanie. W tym samym wywiadzie też powiedziała, że nowy album jest dopiero w fazie pisania oraz że będzie kontynuacją jej poprzedniego albumu – Joanne.
Mówiąc o swoim poprzednim albumie, Joanne, Gaga przyznała, że stworzyła go dla swojego ojca, aby uleczyć jego i rodzinną traumę. Później uświadomiła sobie, że „nie może naprawić [swojego] ojca” i nazwała album „zmarnowanym wysiłkiem”, żeby go uleczyć. Jej rozczarowanie przerodziło się w depresję, a pisanie Chromatiki było jej sposobem na leczenie. Piosenkarka później również dodała, że jej nieudane związki były inspiracją dla tego albumu. W wywiadzie dla „People”, piosenkarka mówiła o tym, że podczas nagrywania tego albumu była w „złym miejscu”, często czując się źle i smutno, powiedziała „czułam się zagrożona rzeczami, które moja kariera wniosła do mojego życia, a także jego tempem. Spędziłam dużo czasu w katatonicznym stanie, gdzie nie chciało mi się nic robić. I wtedy nareszcie zaczęłam tworzyć muzykę i opowiadać moją historię przez nagranie”.

## Pisanie i nagrywanie
To, co teraz robię, jest przypomnieniem wolności, jaką mam jako artystka, ale również jest to przypomnienie mojej wielkiej miłości do muzyki elektronicznej, mojej absolutnego uwielbienia do możliwości komputera, który może zrobić coś tak instynktownego i z duszą.

Po współwyprodukowaniu 11 utworów z poprzedniego albumu Gagi, Joanne (2016), BloodPop stał się współproducentem wykonawczym jej kolejnej płyty. Pomimo że myślał, że nie będzie współtworzył następnego krążka artystki, wszystko zmieniło się po tym jak zagrał on demo „Stupid Love” dla piosenkarki w Kansas City, gdzie Gaga wykonywała koncert w ramach trasy Joanne World Tour w listopadzie 2017 roku. Gaga określiła BloodPopa jako „centrum” produkcji podczas tworzenia albumu i powiedziała, że większość sesji nagraniowych było w jej domowym studiu, które było niegdyś studiem nagraniowym Franka Zappy. Piosenkarka też przyznała, że sesje były trudne dla niej z powodu jej fibromialgii. Ogromny ból uniemożliwiał jej „zejście z kanapy”, aby skomponować i nagrać piosenki. Gaga ujawniła, że BloodPop był głównym powodem, dla którego była w stanie zakończyć pracę, gdyż on motywował ją, aby kontynuować pracę nad projektem. On również pomógł jej w ograniczenia uczucia smutku i depresji. Oni rozmawiali o tym jak prawie każda piosenka z albumu, zaczęła od bycia tylko utworem zagranym na pianinie przez Gagę lub ich dwójkę. Wyjawiła również, że jej intuicja wyewoluowała od jej ostatniego albumu, a zwłaszcza z „prawdziwą” i „szczerą” naturą tego projektu.
Po rozpoczęciu pracy razem, Gaga i BloodPop zaczęli nagrywać album z zaangażowaniem wielu producentów, których zaprosili „na podstawie ich możliwości do wyobrażenia sobie piosenki lub produkcji”. Szkocka muzyczka Sophie, była pierwszą osobą, którą BloodPop zrekrutował do pracy nad albumem i pomimo że jej wczesne dema nie zostały wydane w krążku, BloodPop powiedział, że „nadal ma plany, aby dokończyć te piosenki i zaprezentować nimi coś specjalnego w uniwersum Chromatiki”. Nad albumem pracowały osoby, z którymi piosenkarka wcześniej nie współpracowała, tacy jak Axwell, ze Swedish House Mafia, Boys Noize, Burns oraz Skrillex, a także z osobami, które wcześniej z nią współpracowały, czyli Madeon i Tchami, którzy pracowali nad Artpopem oraz Benjamin Rice, który pracował nad ścieżką dźwiękową do filmu Narodziny gwiazdy. Mówiąc o atmosferze spowodowanej przez dużą ilość kolaboratorów, która była częścią produkcji, Gaga powiedziała, że „Jest łatwo znaleźć w komputerze jakąś fajną nutę, lecz producenci, z którymi pracowałam nie pracują tak. Kiedy są zainspirowani, wtedy upiększają rzeczy”. Podczas wywiadu z Zane’em Lowe’em, dodała, że ona „nigdy nie widziała tak wielu producentów gotowym do oddanie się w całości muzyce (…) i mówić tylko o niej”, i że każda piosenka miała wiele wersji podczas procesu produkcji, aby „dać im najlepszy możliwy dźwięk”.

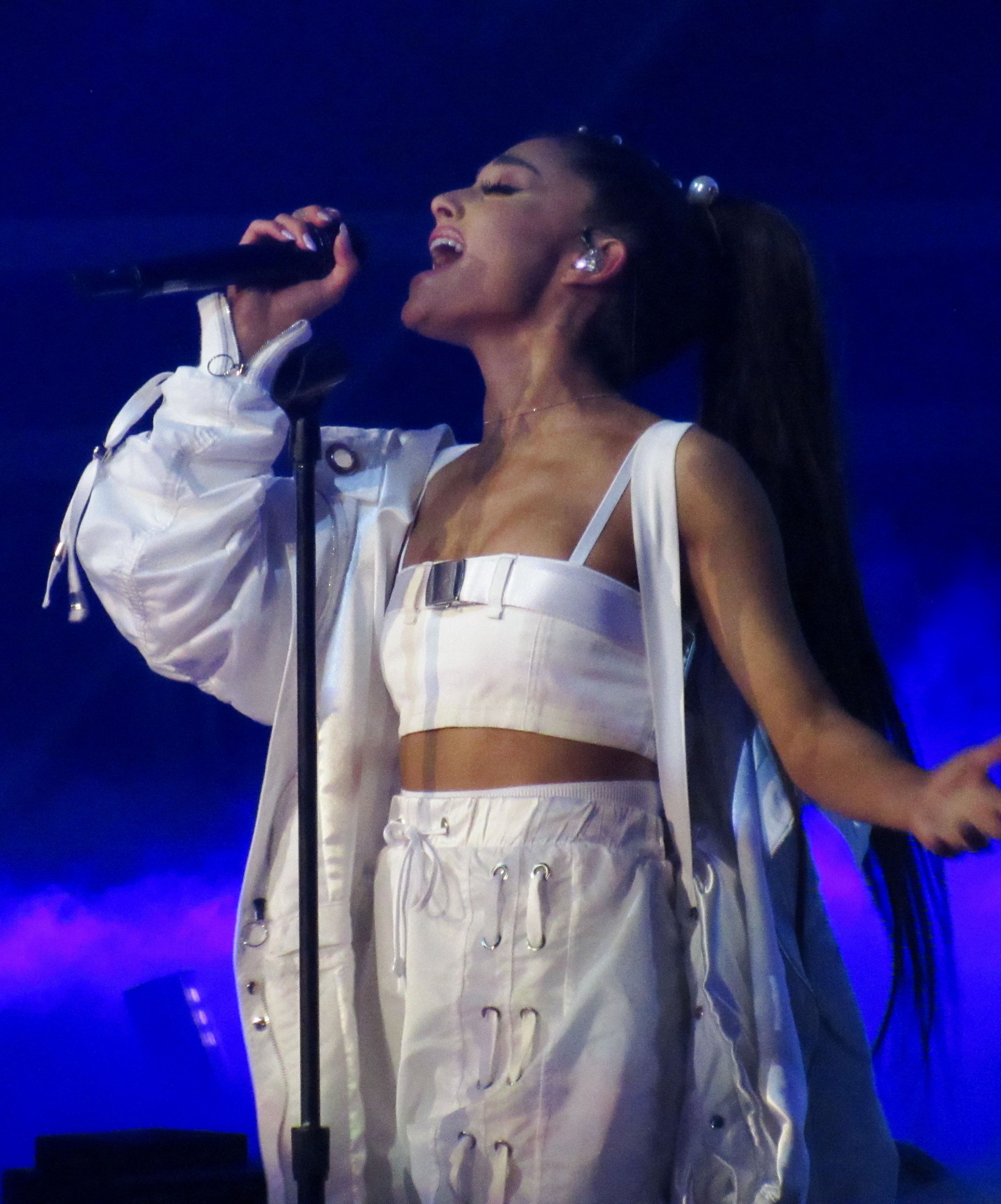
Gaga współpracowała z Arianą Grande nad piosenką „Rain on Me”.

Gaga współpracowała wraz z Eltonem Johnem nad piosenką „Sine from Above”. Artystka nazwała go swoim „mentorem” i opisała go jako osobę, która pełniła wielką rolę podczas jej leczenia. Axwell pracował z Johnem nad niewydaną piosenką, która później stała się „Sine from Above” i podczas gdy pracował z Gagą, postanowił skontaktować się z Johnem, aby sfinalizować pracę nad piosenką, jako duet pomiędzy Gagą a Johnem, kiedy przypomniał sobie, że obaj artyści się przyjaźnią. Album również zawiera kolaborację z Arianą Grande o nazwie „Rain on Me”, z którą to „miała podobne traumatyczne przeżycia pod czujnym okiem publiki”, które przybliżyły je, aby stworzyć tę piosenkę. „Sour Candy” jest kolaboracją między Gagą a południowokoreańskim zespołem Blackpink. W Wywiadzie dla japońskiej strony rozrywkowej TV Groove, Gaga powiedziała, że „kiedy [ona] zadzwoniła do nich, żeby zapytać ich czy chcą zrobić wspólną piosenkę [z nią], one były takie szczęśliwe i zmotywowane”. Członkinie zespołu śpiewają po angielsku i koreańsku.
W końcowej fazie tworzenia Chromatiki Gaga czuła, że album jest podzielony na wyróżniające się części i że „jest w tym coś filmowego”. BloodPop zrekrutował muzyczkę Morgan Kibby, aby skomponowała trzy kompozycyjne interludia, aby połączyć album w jedną całość. Kibby i Gaga spędziły dwa tygodnie na pracy nad interludiami, a Kibby zgromadziła 26-osobową orkiestrę do nagrania tych kompozycji. Kibby wytłumaczyła, że siedziała z Gagą i patrzyła na zdjęcia, obrazy i filmy dla zgromadzenia nawiązań i zobowiązała się do stworzenia kompozycji, które będą miały ten sam poziom energii jak reszta albumu, żeby gładko przechodziły w inne utwory. Również dodała: „Dusza albumu już tu była, więc te aranżacje zostały napisane z zamiarem jeszcze większego wzmocnienia wszystkich zakamarków emocjonalnych wątków; one stały się praktycznie chórami Chromatiki”. Głównym motywem, które eksplorują to „światło i ciemność, wypchnięcie i wyciągnięcie… naszego dzielonego i relatywnego ludzkiego doświadczenia”. Kompozycje były skończone tylko kilka dni przed tym jak album był zmasterowany.

## Koncepcja i okładka
2 marca Gaga oficjalnie obwieściła, że album będzie nazywać się Chromatica. Mówiąc o tytule albumu, artystka określiła, że Chromatica jest miejscem w jej umyśle gdzie wszystkie dźwięki i kolory mieszając się i powiedziała: „Żyję na Chromatice, to miejsce gdzie żyję. (…) Znalazłam ziemię, usunęłam ją. Ziemia jest anulowana. Żyję na Chromatice”. Dystopijna planeta Chromatica pojawia się w teledysku „Stupid Love”, gdzie Gaga jest przedstawiona jako przywódczyni wojowników. Gaga również potwierdziła, że koncepcja Chromatiki pochodzi z jej rozmowy z BloodPopem.
Wraz z ogłoszeniem przedsprzedaży albumu Gaga opublikowała tymczasową okładkę, a na niej widniał symbol, który „ma falę sinusoidalną, która jest matematycznym symbolem dźwięku. A, dla mnie, dźwięk jest rzeczą, która mnie uleczyła w okresie życia i uleczyła mnie znowu podczas tworzenia tego albumu i właśnie o tym jest Chromatica”.
5 kwietnia piosenkarka ukazała faktyczną okładkę albumu. Okładka ukazuje gwiazdę z różowymi włosami oraz długimi szponami za symbolem, który wcześniej widniał na tymczasowej okładce. Winylowa i kasetowa edycja albumu będzie zawierać okładkę z Gagą w innej pozie, z jeszcze dłuższymi szponami. Okładka została sfotografowana przez niemieckiego fotografa Norberta Schoernera, pod artystyczną dyrekcją Nicoli Formichetti, a zbroja została stworzona przez Cecilio Castrillo. Według Mike’a Wassa z „Idolator”, okładka była bardzo inspirowana pracami malarza H.R. Gigera. Trey Alston ze stacji MTV opisał okładkę jako „cyber-punkową fantazję z elementami inspirowanymi Mad Maxem i Mortal Kombatem”, a Hilary Hughes z magazynu „Billboard” uznała, że okładka była inspirowana serią filmów Obcy.
Przed wydaniem „Stupid Love”, Gaga, w październiku 2019, żartobliwie napisała, że jej następny album będzie się nazywać Adele, na cześć brytyjskiej piosenkarki o tym samym imieniu. W styczniu 2020 magazyn „Instinct” wysunął tezę, że album będzie nazywać się Gamer. Podczas pierwszego odcinka podcastu „Gaga Radio”, Gaga wyjawiła, że oryginalnie planowała nazwać album Free Woman, po piosence o tej samej nazwie, ale zrezygnowała z tego pomysłu, gdyż „nadal ma problem w [byciu wolną kobietą]”. Zaś okładka do krążka, gdyby tak się nazywał, zawierałaby piosenkarkę za kratami.

## Muzyka i słowa
Zrobię wszystko, żeby wszyscy tańczyli i się uśmiechali… Chcę wydać album, który zmusi ludzi do cieszenia się nawet w najsmutniejszych momentach… Jeśli czujesz ból podczas słuchania tej muzyki, wiedz że ja wiem co to znaczy czuć ból.

Chromatica jest dance-popowym, electropopowym i synth-popowym albumem inspirowanym muzyką z lat 90. XX wieku, który zawiera elementy takich gatunków jak: house, techno, disco, funk, trance, eurodance, EDM, new wave i bubblegum pop. To jest odejście od country-rockowego poprzednika, Joanne (2016), i powrót do stylu jej wcześniejszych albumów. Najbardziej przeważającym motywem Chromatiki jest możliwość poczucia szczęścia i tańczenia, nawet podczas największych trudności i smutku w życiu. Album również jest o zdrowiu psychicznym, leczeniu, znajdowaniu miłości podczas trudnego okresu i samodoskonaleniu.

### Piosenki

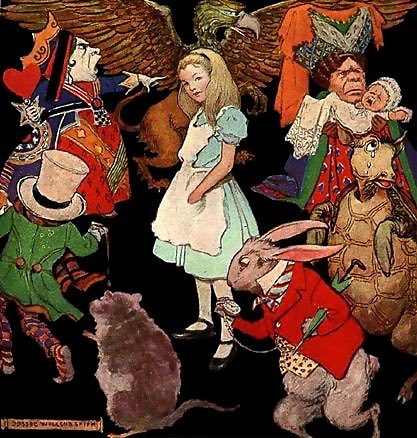
Piosenka „Alice” zawiera nawiązania do powieści Lewisa Carolla „Alicja w Krainie Czarów”.

Album jest podzielony na trzy segmenty i zaczyna się smyczkowym utworem „Chromatica I”, który, według Gagi, pomaga ustawić „filmowe doświadczenie” słuchania. Piosenkarka wypowiedziała się o nim tak: „początek albumu symbolizuje dla mnie początek mojej przygody z leczeniem. Zaczyna się to poważną smyczkową aranżacją, gdzie czujesz taki jakby oczekujący wybuch, to się dzieje jak zderzam się z rzeczami, które mnie przerażają”. Ten motyw jest kontynuowany w następnym utworze, „Alice”, gdzie piosenkarka śpiewa „Nie jestem Alicją, ale i tak będę szukała krainy czarów”, co znaczy, że piosenkarka się nie poddaje. Piosenka ta też jest o chorobie psychicznej. „Stupid Love” jest „zainspirowana stylem disco” dance-popową i electropopową piosenką, która jest o „radosnej głupocie kochania kogoś”.
„Rain on Me”, podobnie do poprzedniej piosenki, jest dance-popowym, electropopowym i disco utworem, który zawiera elementy French house, techno i muzyki elektronicznej. Piosenka ta została nagrana wraz z Arianą Grande i opowiada o traumach obu piosenkarek. Piąty eurodance utwór, „Free Woman”, zawiera elementy acid house. Sama piosenka jest o odzyskiwaniu, przez Gagę, jej tożsamości i płci po molestowaniu seksualnym. Piosenkarka, mówiąc o powstaniu piosenki, powiedziała „przyszło to z myślenia przez parę dni o tym, że umrę. I ja pomyślałam «umrę za niedługo, więc powiem coś ważnego.» Teraz tego słuchami wiem, że będę żyć”. Następna piosenka, „Fun Tonight”, kontynuuje styl poprzedniej piosenki i jest o tym jak wiele ludzi dużo razy próbowało uszczęśliwić Gagę, lecz ona nie umiała się uśmiechnąć.

W utworze „Babylon”, piosenkarka odnosi się do biblijnej wieży Babel.

„Chromatica II” jest kolejną smyczkową aranżacją, która idealnie łączy się z następnym utworem – „911” – który jest techno piosenką o leczeniu neuroleptycznym Gagi. „Plastic Doll” jest utworem eurodance o tym jak Gaga konfrontuje się z tym, że jest uprzedmiotowiana. Dance-popowa, electropopowa, bubblegum popowa i deep house kolaboracja z Blackpink, „Sour Candy”, jest o tym, że one informują potencjalnego kochanka o ich uszczerbkach. Następna piosenka, „Enigma”, jest dance-popowym hymnem inspirowanym gatunkami groove house i disco, który jest o pragnieniu tajemniczości Gagi. Hiszpańsko-zainspirowany French house, nu-disco i electropopowy utwór „Replay”, zawiera elementy house i disco.
„Chromatica III” jest „dramatyczną” aranżacją smyczkową, która została porównana do prac Hansa Zimmera, która później przeradza się w kolaborację z Eltonem Johnem, „Sine from Above”, które opowiada o leczącej mocy muzyki i o relacji Gagi z wyższą siłą. Piosenka ta była zainspirowana wieloma gatunkami, takimi jak: electronica, electropop, euro disco, dance-pop, drum and bass, trance i house; a piosenka kończy się drum and bassową sekcją. W „1000 Doves” piosenkarka wyraża swoją miłość do fanów i prosi ich, aby postrzegali ją jako człowieka. Następny utwór, „Babylon”, jest o plotkowaniu, o czymś „co wpływało na życie piosenkarki”, co powodowało, że ta się czuła „mała i skuta”. Piosenka ta była inspirowana muzyką house z lat 90., disco i hi-NRG oraz wielu krytyków porównało ją do stylu piosenki Madonny „Vogue”. Utwór dodatkowy ze specjalnej edycji albumu, „Love Me Right”, jest wolniejszą i „delikatniejszą” piosenką, w przeciwieństwie do piosenek w standardowej edycji.

## Wydanie
W marcu 2019 w odpowiedzi do tego, że tabloidy spekulowały, że Gaga jest w ciąży, piosenkarka napisała Tweeta „Czy jestem w ciąży? Tak, jestem w ciąży z #LG6.” Przez ten Tweet fani spekulowali, że album ukaże się dziewięć miesięcy od opublikowania posta, lecz jednak tak się nie stało. W styczniu 2020 pojawiły się spekulacje, że pierwszy singel zostanie wydany we wczesnym lutym, a album zostanie wydanie po małym odstępie czasu. 2 marca piosenkarka oficjalnie potwierdziła nazwę albumu, ustaliła jego datę wydania na 10 kwietnia oraz rozpoczęła się jego przedsprzedaż. 24 marca z powodu pandemii koronawirusa Gaga obwieściła, że postanowiła przełożyć wydanie albumu na późniejszy termin. Piosenkarka później powiedziała co skłoniło ją do takiej decyzji: „To był bardzo trudny czas dla wielu ludzi i zatrzymaliśmy wydanie albumu i wszystkiego co robiliśmy w tamtym momencie, bo chciałam być bardziej konkretna w jednej sprawie. Chciałam zrobić coś, żeby pomóc światu. A praca ze Światową Organizacją Zdrowia i Global Citizen (nad wirtualnym koncertem, Together At Home) była dla mnie drogą do rozmowy o dobroci i o rzeczach, w które wierzę, w bardziej skupiony sposób, w przeciwieństwie do abstrakcyjnej drogi komunikacji, którą dla mnie jest Chromatica”.
6 maja Gaga oficjalnie podała, że album zostanie wydany 29 maja. Standardowa edycja albumu została wydana na płycie CD, kasecie, winylu, digital download oraz w mediach strumieniowych. Winyle były dostępne w formie kolorowej oraz picture disc. Płyty te były dostępne w takich kolorach jak mlecznym, ekskluzywny dla sklepu Lady Gagi czysty winyl oraz srebrny winyl ekskluzywnie wydany w Urban Outfitters. Kaseta została wydana w takich kolorach jak: ciemnozielony, różowy i miętowy. W oficjalnie sklepie internetowym Lady Gagi w Wielkiej Brytanii dostępna również była neonowo zielona edycja, a Urban Outfitters miało w ofercie przezroczystą wersję. Edycje albumu wydane w sklepie Target oraz w Japonii na płytach CD zawierały trzy utwory bonusowe: „Love Me Right”, „1000 Doves (Piano Demo)” oraz „Stupid Love (Vitaclub Warehouse Mix)”. Japońska edycja również zawiera dodatkowy utwór: „Stupid Love (Ellis Remix)”. Tego samego dnia, na Spotifyu została opublikowana rozszerzona wersja albumu, w której dodano trzy nagrane wypowiedzi piosenkarki o albumie, które zostały nazwane „Manifestem Chromatiki”. Poza tym, również dołączono ekskluzywne fotografie i możliwe do pobrania plakaty. 22 listopada 2020 limitowana edycja Chromatiki w formie box setu zostanie wydana, która będzie zawierała trzy utwory bonusowe ze specjalnej edycji albumu oraz trzy dodatkowe remiksy, a także plakat przedstawiający okładkę albumu, pocztówki i tymczasowe tatuaże. Dodatkowo, japońska edycja box setu będzie zawierała DVD z wywiadem, teledyskami oraz filmikami zza kulis ich kręcenia.

## Promocja
W dniu wydania albumu, piosenkarka planowała imprezę ze słuchania albumu z fanami, ale przeniosła ją na inny termin z powodu protestu, który zaczął się po śmierci George’a Floyda, tłumacząc, że „nasza dobroć jest potrzebna światu teraz”. Łącząc siły z Adobe i Live Nation, Gaga ogłosiła konkurs, w którym trzeba było „narysować co oznacza Chromatica dla Ciebie” w aplikacjach od Adobe. Wygrana konkursu wynosiła 10 000 dolarów. W sierpniu 2020, Gaga prowadziła cotygodniowy podcast w Apple Music, nazwany „Gaga Radio”, w którym mówiła o tym czym był zainspirowany album, a w nim również były grane ekskluzywne remiksy DJ-ów. Jej gośćmi byli BloodPop, Burns, Elton John, Blackpink oraz Tchami, a także niektórzy „superfani” byli obecni w ostatnim odcinku przez krótkie rozmowy przez kamerki.
We wrześniu 2020, podczas wywiadu z magazynem „Billboard”, Bobby Campbell, menedżer gwiazdy, powiedział, że Gaga miała wystąpić na siódmej ceremonii rozdania nagród iHeart Music Awards oraz na festiwalu Coachella w 2020 roku oraz nagrać więcej teledysków, w tym również kampanii reklamowych, ale te plany zostały przeniesione z powodu pandemii koronawirusa.

### Single
„Stupid Love” zostało wydane jako pierwszy singel promujący album 28 lutego 2020 roku. Utwór spotkał się z pozytywnymi recenzjami, gdzie krytycy porównywali ten utwór do wcześniejszych prac piosenkarki. Singel zadebiutował na 5. miejscu w amerykańskim notowaniu Hot 100 i brytyjskim UK Singles Chart oraz doszedł do pierwszej dziesiątki w ponad piętnastu krajach. Teledysk, w reżyserii Daniela Askilla, został opublikowany wraz z wydaniem singla. 15 maja wydany został remiks Vitaclub Warehouse utworu, który został uwzględniony w specjalnej edycji albumu.
15 maja piosenkarka ogłosiła wydanie kolejnego singla – „Rain on Me” – który został wydany 22 maja. Utwór został nagrany wraz z Arianą Grande. Piosenka spotkała się z pozytywnymi recenzjami za rozpiętość wokalną piosenkarek oraz za budującą naturę utworu. Singel umiejscowił się na 1. miejscu w ponad dziesięciu krajach, w tym w Stanach Zjednoczonych i Wielkiej Brytanii oraz w top 10 w ponad czterdziestu państwach, w tym w Polsce. Tego samego dnia, którego został wydany ten singel, został opublikowany teledysk do tej piosenki, który został wyreżyserowany przez filmowca Roberta Rodrigueza.
25 września „911” zostało wydane w formacie contemporary hit radio we Włoszech jako trzeci singel promujący album. Akompaniujący mu teledysk został opublikowany tydzień wcześniej i był wyreżyserowany przez hinduskiego filmowca Tarsema Singha. Wielu krytyków muzycznych nazwało ten utwór jednym z najlepszych z całego albumu, chwaląc jego produkcję i słowa. A jego teledysk został poddany analizie przez wielu krytyków, przez jego liczne nawiązania do innych dzieł kultury oraz zaskakującą narrację.

### Single promocyjne
Dzień przed wydaniem albumu, 28 maja 2020 roku, Gaga wypuściła pierwszy singel promocyjny – „Sour Candy” – nagrany wraz z południowokoreańskim zespołem Blackpink. Trzy miesiące później, 28 sierpnia, remiks Honey Dijon piosenki „Free Woman” został wydany jako drugi singel promocyjny albumu, jako prezent z okazji ostatniego odcinku podcastu Gagi na Apple Music o nazwie „Gaga Radio”.

### Występy na żywo
Osobny artykuł: The Chromatica Ball
5 marca 2020 roku piosenkarka ogłosiła, że jej szósta trasa koncertowa, nazwana The Chromatica Ball, oryginalnie rozpocząć się miała w lipcu 2020. 26 czerwca piosenkarka oznajmiła, że trasa odbędzie się rok później, w lecie 2021 roku. Artystka zdecydowała tak, przez pandemię koronawirusa.
30 sierpnia 2020 roku, Gaga wykonała medley, w której skład weszły „Chromatica II”, „911”, „Rain on Me” oraz „Stupid Love”, na ceremonii rozdania nagród Video Music Awards. Jest to pierwsze wystąpienie piosenkarki na tej gali od siedmiu lat. Podczas wykonania „Rain on Me”, Ariana Grande dołączyła do Gagi na scenie i obie miały założone maski podczas występu.

## Odbiór komercyjny
Chromatica zadebiutowała na pierwszym miejscu listy Billboard 200 w Stanach z 274 tysiącami sprzedanych kopii, stając się najbardziej sprzedaną płytą w debiutanckim tygodniu przez jakąś artystkę w 2020 roku i piątą ogólnie. Jest to drugi album stworzony przez kobietę, który w 2020 roku dostał się na szczyt tego notowania, gdzie pierwszym był Rare Seleny Gomez. Magazyn „Billboard” napisał, że 75% sprzedanych kopii pochodzi ze sprzedaży albumu, które były wzmacniane poprzez „dużo pakietów z towarami i albumem sprzedawanymi przez oficjalny sklep internetowy oraz sprzedaż biletów na koncert z albumem, gdzie trzy koncerty odbędą się w sierpniu w Stanach”. Album również wygenerował 87,16 miliona strumieni. Gaga stała się ósmą kobietą z sześcioma albumami numer jeden w Stanach, wraz z Beyonce, Mariah Carey, Britney Spears, Taylor Swift, Barbarą Streisand, Madonną i Janet Jackson. Gaga również pobiła rekord w szybkości uzyskania sześciu albumów numer, robiąc to w dziewięć lat i dwa dni, pobijając Taylor Swift, która dokonała tego w dziesięć lat i dziewięć miesięcy.
W Wielkiej Brytanii, dzięki 52 907 sprzedanych kopii, Chromatica zadebiutowała na szczycie listy UK Albums Chart, stając się największym debiutem 2020 roku dotychczas. Na liczbę sprzedanych kopii złożyło się 6305 cyfrowych pobrań, 14 893 kopii opartych na strumieniach oraz 31 709 fizycznych kopii. Z fizycznych kopii, 8,5 tysiąca jednostek sprzedało się na winylach, stając się najszybciej sprzedawanym albumem w tym formacie w 2020 jak na razie. Dodatkowo, według Official Charts Company, Chromatica sprzedała się w większej liczbie kopii niż inne albumy w top 10 razem. Jest to również czwarty album numer jeden Gagi, po The Fame (2008) / The Fame Monster (2009), Born This Way (2011), Artpop (2013) oraz piątym wydaniem, które się pojawiło na szczycie UK Albums Chart, po uwzględnieniu ścieżki dźwiękowej nagranej dla filmu Narodziny gwiazdy (2018). Chromatica w pierwszym tygodniu, również osiągnęła większą sprzedaż niż trzy poprzednie projekty Gagi, Narodziny gwiazdy (2018), Joanne (2016) i Cheek to Cheek (2014).
W Polsce Chromatica zadebiutowała na 13. miejscu oficjalnej listy sprzedaży. W następnym tygodniu, album dotarł do top 10, plasując się na 9. miejscu, stając się siódmym projektem piosenkarki w top 10 w Polsce oraz jest to jej najwyżej pozycjonowany album od płyty Artpop (2013), która uplasowała się na 8. miejscu, gdzie Joanne (2016) było na 10. pozycji.

## Lista utworów
| Edycja standardowa | Edycja standardowa                        | Edycja standardowa | Edycja standardowa                                        | Edycja standardowa |
| Nr                 | Tytuł utworu                              | Autorzy | Produkcja                                                 | Długość            |
| ------------------ | ----------------------------------------- | --- | --------------------------------------------------------- | ------------------ |
| 1.                 | „Chromatica I”                            | Stefani Germanotta · Morgan Kibby | Kibby · Gaga                                              | 1:00               |
| 2.                 | „Alice”                                   | Germanotta · Michael Tucker · Axel Hedfors · Justin Tranter · Johannes Klahr                                                                           | BloodPop · Axwell · Klahr · Benjamin Rice                 | 2:57               |
| 3.                 | „Stupid Love”                             | Gaga · Max Martin · Ely Wisefield · Tucker · Martin Bresso                                                                                             | BloodPop · Tchami · Martin · Rice                         | 3:13               |
| 4.                 | „Rain on Me” (wraz z Arianą Grande)       | Germanotta · Nija Charles · Rami Yacoub · Tucker · Bresso · Matthew Burns · Grande · Alexander Ridha                                                   | BloodPop · Burns · Tchami · Rice                          | 3:02               |
| 5.                 | „Free Woman”                              | Germanotta · Tucker · Hedfors · Klahr | BloodPop · Axwell · Klahr · Rice                          | 3:11               |
| 6.                 | „Fun Tonight”                             | Germanotta · Tucker · Burns · Yacoub | BloodPop · Burns · Rice                                   | 2:53               |
| 7.                 | „Chromatica II”                           | Germanotta · Kibby | Kibby · Gaga                                              | 0:41               |
| 8.                 | „911”                                     | Germanotta · Tucker · Hugo Leclercq · Tranter | BloodPop · Madeon · Rice                                  | 2:52               |
| 9.                 | „Plastic Doll”                            | Germanotta · Tucker · Sonny Moore · Yacoub · Jacob Hindlin                                                                                             | BloodPop · Skrillex · Rice                                | 3:41               |
| 10.                | „Sour Candy” (wraz z BLACKPINK)           | Germanotta · Tucker · Burns · Yacoub · Madison Love · Teddy Park                                                                                       | BloodPop · Burns · Rice                                   | 2:37               |
| 11.                | „Enigma”                                  | Germanotta · Tucker · Burns · Hindlin | BloodPop · Burns · Rice                                   | 2:59               |
| 12.                | „Replay”                                  | Germanotta · Tucker · Burns | Burns · Rice                                              | 3:06               |
| 13.                | „Chromatica III”                          | Germanotta · Kibby | Kibby · Gaga                                              | 0:27               |
| 14.                | „Sine from Above” (wraz z Eltonem Johnem) | Germanotta · Tucker · John · Hedfors · Klahr · Yacoub · Richard Zastenker · Ryan Tedder · Sebastian Ingrosso · Rice · Vincent Pontare · Salem Al Fakir | BloodPop · Axwell · Burns · Klahr · Liohn · Yacoub · Rice | 4:04               |
| 15.                | „1000 Doves”                              | Germanotta · Tucker · Bresso · Yacoub | BloodPop · Tchami · Rice                                  | 3:35               |
| 16.                | „Babylon”                                 | Germanotta · Tucker · Burns | BloodPop · Burns · Tchami · Rice                          | 2:41               |
|                    |                                           | |                                                           | 42:59              |

| Utwory bonusowe w międzynarodowej edycji deluxe i Target | Utwory bonusowe w międzynarodowej edycji deluxe i Target | Utwory bonusowe w międzynarodowej edycji deluxe i Target |
| Nr                                                       | Tytuł utworu                                             | Długość                                                  |
| -------------------------------------------------------- | -------------------------------------------------------- | -------------------------------------------------------- |

| Utwór bonusowy w standardowej edycji japońskiej | Utwór bonusowy w standardowej edycji japońskiej | Utwór bonusowy w standardowej edycji japońskiej |
| Nr                                              | Tytuł utworu                                    | Długość                                         |
| ----------------------------------------------- | ----------------------------------------------- | ----------------------------------------------- |

| Utwory bonusowe w japońskiej edycji deluxe | Utwory bonusowe w japońskiej edycji deluxe | Utwory bonusowe w japońskiej edycji deluxe |
| Nr                                         | Tytuł utworu                               | Długość                                    |
| ------------------------------------------ | ------------------------------------------ | ------------------------------------------ |

| Utwory bonusowe w box secie | Utwory bonusowe w box secie | Utwory bonusowe w box secie |
| Nr                          | Tytuł utworu                | Długość                     |
| --------------------------- | --------------------------- | --------------------------- |

| Utwory bonusowe w japońskiej edycji box setu | Utwory bonusowe w japońskiej edycji box setu   | Utwory bonusowe w japońskiej edycji box setu | Utwory bonusowe w japońskiej edycji box setu |
| Nr                                           | Tytuł utworu                                   | Reżyser                                      | Długość                                      |
| -------------------------------------------- | ---------------------------------------------- | -------------------------------------------- | -------------------------------------------- |
| 1.                                           | „Wywiad”                                       |                                              |                                              |
| 2.                                           | „Stupid Love” (teledysk)                       | Daniel Askill                                |                                              |
| 3.                                           | „Stupid Love” (making of)                      |                                              |                                              |
| 4.                                           | „Rain on Me” (teledysk; wraz z Arianą Grande)  | Robert Rodriguez                             |                                              |
| 5.                                           | „Rain on Me” (making of; wraz z Arianą Grande) |                                              |                                              |
| 6.                                           | „Sour Candy” (lyric video; wraz z Blackpink)   |                                              |                                              |
| 7.                                           | „911” (teledysk)                               | Tarsem Singh                                 |                                              |

## Personel

### Miejsca nagrywania
- Electric Lady (Nowy Jork)
- Utility Muffin Research Kitchen (Hollywood Hills)
- Henson Recording Studios (Los Angeles)
- EastWest Studios (Hollywood)
- Good Father Studios (Los Angeles)
- MXM Studios (Los Angeles)
- Conway Recording Studios (Hollywood)
- Sterling Sound (Nowy Jork)

### Wokale
- Lady Gaga – wokale (wszystkie, oprócz 1, 7, 13)
- Ariana Grande – wokale (4)
- Blackpink – wokale (10)
- Elton John – wokale (14)
- Madison Love – wokale wspierające (10)
- Rami Yacoub – wokale wspierające (15)
- Adryon De Leon – chór (16)
- Daniel Ozan – chór (16)
- India Carney – chór (16)
- Jantre Christian – chór (16)
- Jyvonne Haskin – chór (16)
- Laurhan Beato – chór (16)
- Matthew Bloyd – chór (16)
- Ronald O’Hannon – chór (16)
- Shameka Dwight – chór (16)
- Tia Britt – chór (16)
- Vanessa Bryan – chór (16)
- William Washington – chór (16)

### Instrumentacja
- Ian Walker – gitara basowa (1, 7, 13)
- Giovanna M Clayton – wiolonczela (1, 7, 13)
- Timothy E Loo – wiolonczela (1, 7, 13)
- Vanessa Freebairn-Smith – wiolonczela (1, 7, 13)
- Allen Fogle – francuski róg (1, 7, 13)
- Dylan Hart – francuski róg (1, 7, 13)
- Katelyn Faraudo – francuski róg (1, 7, 13)
- Laura K Brenes – francuski róg (1, 7, 13)
- Mark Adams – francuski róg (1, 7, 13)
- Teag Reaves – francuski róg (1, 7, 13)
- Nicholas Daley – puzon (1, 7, 13)
- Reginald Young – puzon (1, 7, 13)
- Steven M. Holtman – puzon (1, 7, 13)
- Andrew Duckles – altówka (1, 7, 13)
- Erik Rynearson – altówka (1, 7, 13)
- Linnea Powell – altówka (1, 7, 13)
- Meredith Crawford – altówka (1, 7, 13)
- Alyssa Park – skrzypce (1, 7, 13)
- Charlie Bisharat – skrzypce (1, 7, 13)
- Jessica Guideri – skrzypce (1, 7, 13)
- Luanne Homzy – skrzypce (1, 7, 13)
- Lucia Micarelli – skrzypce (1, 7, 13)
- Marisa Kuney – skrzypce (1, 7, 13)
- Neel Hammond – skrzypce (1, 7, 13)
- Shalini Vijayan – skrzypce (1, 7, 13)
- Songa Lee – skrzypce (1, 7, 13)
- Axwell – gitara basowa, bębny, keyboardy (2, 5, 14), gitara, perkusja (5, 14)
- BloodPop – gitara basowa, bębny, keyboardy (2–3, 5–6, 8–10, 14–16),
gitara (3, 5–6, 8–9, 14–15),
perkusja (3, 5–6, 8–10, 14–16)
- Klahr – bass, drums, keyboards (2, 5, 14), guitar, percussion (5, 14)
- Tchami – gitara basowa, bębny, keyboardy, perkusja (3, 15)
- John „JR” Robinson – bębny (3)
- Burns – gitara basowa, bębny (4, 6, 10–12, 16),
gitara (4, 6, 11–12, 14), keyboardy (4, 6, 10–12, 14, 16),
perkusja (6, 10, 12, 14, 16)
- Leddie Garcia – perkusja (4, 11)
- Rachel Mazer – saksofon (4, 11, 16)
- Madeon – gitara basowa, bębny, keyboardy (8), gitara, perkusja (8–9)
- Skrillex – gitara basowa, bębny, keyboardy (9)
- Liohn – gitara basowa, bębny, gitara, keyboardy perkusja (14)

### Produkcja
- Lady Gaga – produkcja wykonawcza, produkcja (1, 7, 13)
- Bloodpop – produkcja wykonawcza, produkcja (2–6, 8–11, 14–17)
- Axwell – produkcja (2, 5, 14)
- Burns – produkcja (4, 6, 10–12, 14, 16–17)
- Morgan Kibby – produkcja (1, 7, 13)
- Klahr – produkcja (2, 5, 14)
- Liohn – produkcja (14)
- Madeon – produkcja (8)
- Skrillex – produkcja (9)
- Tchami – produkcja (3, 15), dodatkowa produkcja (4, 16)
- Rami Yacoub – dodatkowa produkcja (14)
- Max Martin – współprokucja, produkcja wokali (3, 19–20), produkcja (19)
- Benjamin Rice – produkcja wokali (2–6, 8–12, 14–16)

### Techniczny
- Amie Doherty – dyrygentka (1, 7, 13)
- Gina Zimmitti – wykonawca orkiestrowy (1, 7, 13)
- Whitney Martin – wykonawca orkiestrowy (1, 7, 13)
- Axwell – programowanie (2)
- BloodPop – programowanie (2, 15)
- Klahr – programowanie (2)
- Tchami – programowanie (15), miksowanie (3)
- Mike Schuppan – miksowanie (1, 7, 13)
- Tom Norris – miksowanie (2–6, 8–12, 14–16)
- Benjamin Rice – miksowanie (2–6, 8–12, 14–16), inżynieria nagrania (3–4, 10), inżynieria (16)
- Scott Kelly – asystent miksowania (2, 4–6, 9–12, 14–16)
- Randy Merrill – mastering (1–2, 4, 10)

### Design
- Norbert Schoerner – fotografia
- Brandon Bowen – fotografia
- Nicola Formichetti – reżyseria mody
- Bryan Rivera – reżyseria kreatywna, design
- Isha Dipika Walia – reżyseria kreatywna, design
- Travis Brothers – reżyseria kreatywna, design
- Cecilio Castrillo – design stroju
- Gasoline Glamour – design butów
- Gary Fay – design pazurów
- Marta Del Rio – selekcja designu
- Frederic Aspiras – włosy
- Sarah Tanno – makijaż
- Miho Okawara – paznokcie
- Aditya Pamidi – menadżer sztuki

## Notowania i certyfikaty
| Terytorium        | Notowanie                    | Pozycja | Źr.     |
| ----------------- | ---------------------------- | ------- | ------- |
| Argentyna         | Top 10 Albums                | 2       | [ 130 ] |
| Australia         | Top 100 Albums               | 1       | [ 131 ] |
| Austria           | Ö3 Austria Top 40            | 1       | [ 132 ] |
| Belgia            | Ultratop 200 Albums Flanders | 3       | [ 133 ] |
| Belgia            | Ultratop 200 Albums Wallonia | 2       | [ 134 ] |
| Chorwacja         | Top 40 Foreign Albums Chart  | 2       | [ 135 ] |
| Czechy            | Albums Top 100               | 1       | [ 136 ] |
| Dania             | Album Top-40                 | 4       | [ 137 ] |
| Estonia           | Albumid Tipp-40              | 1       | [ 138 ] |
| Finlandia         | Suomen virallinen albumlista | 1       | [ 139 ] |
| Francja           | Album Top 100                | 1       | [ 140 ] |
| Grecja            | Top 75 Albums                | 6       | [ 141 ] |
| Hiszpania         | Top 100 Albums               | 2       | [ 142 ] |
| Holandia          | Album Top 100                | 1       | [ 143 ] |
| Irlandia          | Top 50 Albums                | 1       | [ 144 ] |
| Islandia          | Topp 40                      | 17      | [ 145 ] |
| Japonia           | Japan Hot Albums             | 3       | [ 146 ] |
| Japonia           | Top 50 Albums                | 3       | [ 147 ] |
| Kanada            | Billboard Canadian Albums    | 1       | [ 148 ] |
| Litwa             | Albumų Top 100               | 1       | [ 149 ] |
| Niemcy            | Offizielle Top 100           | 3       | [ 150 ] |
| Norwegia          | Album Top 40                 | 3       | [ 151 ] |
| Nowa Zelandia     | Album Top 40                 | 1       | [ 152 ] |
| Polska            | Oficjalna lista sprzedaży    | 9       | [ 128 ] |
| Portugalia        | Portugese Album Chart        | 1       | [ 153 ] |
| Słowacja          | Albums Top 100               | 2       | [ 154 ] |
| Stany Zjednoczone | Billboard 200                | 1       | [ 155 ] |
| Stany Zjednoczone | Dance/Electronic Albums      | 1       | [ 156 ] |
| Szkocja           | Albums Top 100               | 1       | [ 157 ] |
| Szwajcaria        | Albums Top 100               | 1       | [ 158 ] |
| Szwecja           | Sverigetopplistan            | 2       | [ 159 ] |
| Węgry             | Album Top 40                 | 4       | [ 160 ] |
| Wielka Brytania   | UK Albums Chart              | 1       | [ 161 ] |
| Włochy            | Album Top 20                 | 1       | [ 162 ] |

| Kraj                          | Certyfikat      | Sprzedaż   | Źr.     |
| ----------------------------- | --------------- | ---------- | ------- |
| Australia (ARIA)              | Złota płyta     | 35 000+    | [ 163 ] |
| Austria (IFPI Austria)        | Złota płyta     | 7 500+     | [ 164 ] |
| Dania (IFPI)                  | Złota płyta     | 10 000+    | [ 165 ] |
| Francja (SNEP)                | Platynowa płyta | 100 000+   | [ 166 ] |
| Hiszpania (PROMUSICAE)        | Złota płyta     | 20 000+    | [ 167 ] |
| Kanada (MC)                   | Platynowa płyta | 80 000+    | [ 168 ] |
| Norwegia (IFPI Norway)        | Złota płyta     | 10 000+    | [ 169 ] |
| Nowa Zelandia (RMNZ)          | Platynowa płyta | 15 000+    | [ 170 ] |
| Polska (ZPAV)                 | Platynowa płyta | 20 000+    | [ 171 ] |
| Singapur (RIAS)               | Złota płyta     | 5 000+     | [ 172 ] |
| Szwajcaria (IFPI Switzerland) | Złota płyta     | 10 000+    | [ 173 ] |
| Stany Zjednoczone (RIAA)      | Platynowa płyta | 1 000 000+ | [ 174 ] |
| Wielka Brytania (BPI)         | Złota płyta     | 100 000+   | [ 175 ] |
| Włochy (FIMI)                 | Platynowa płyta | 50 000+    | [ 176 ] |

## Historia wydania
| Obszar          | Data              | Format                                                 | Wersja                  | Wytwórnia       | Przypis                 |
| --------------- | ----------------- | ------------------------------------------------------ | ----------------------- | --------------- | ----------------------- |
| Cały świat      | 29 maja 2020      | digital download · media strumieniowe · winyl · kaseta | standardowa             | Interscope      | [ 129 ] [ 177 ] [ 178 ] |
| Cały świat      | 29 maja 2020      | CD                                                     | standardowa · specjalna | Interscope      | [ 88 ] [ 179 ]          |
| Japonia         | 29 maja 2020      | CD                                                     | japońska                | Universal Japan | [ 89 ]                  |
| Wielka Brytania | 22 listopada 2020 | box set                                                | specjalna               | Polydor         | [ 91 ]                  |
| Włochy          | 22 listopada 2020 | box set                                                | specjalna               | Universal       | [ 180 ]                 |
| Japonia         | 22 listopada 2020 | box set · DVD                                          | specjalna               | Universal Japan | [ 92 ]                  |